# Impatiens cymbifera
Impatiens cymbifera är en balsaminväxtart som beskrevs av Joseph Dalton Hooker. Impatiens cymbifera ingår i släktet balsaminer, och familjen balsaminväxter. Inga underarter finns listade i Catalogue of Life.